# پی‌اس‌آر جی۲۰۰۷+۲۷۲۲
پی‌اس‌آر جی۲۰۰۷+۲۷۲۲ یک ستاره است که در صورت فلکی روباهک قرار دارد.